# André Antoine
André Antoine (Limoges, 31 gennaio 1858 – Le Pouliguen, 19 ottobre 1943) è stato un attore teatrale, regista teatrale e regista cinematografico francese.

## Biografia
Di umili origini, all'età di otto anni si trasferì a Parigi, dove ben presto abbandonò gli studi per aiutare la famiglia in difficoltà economiche. Svolse innumerevoli mestieri, dal fattorino per conto di un agente di cambio all'impiegato in una libreria, dalla comparsa all'impiegato della società del gas. Sospinto dalla passione per la recitazione, si presentò all'esame di ammissione al Conservatoire, ma non riuscì a superarlo e quindi si rivolse agli studi privati. Quindi compì gli studi al Liceo Condorcet di Parigi ed entrò a far parte di una compagnia teatrale amatoriale filodrammatica, il Cercle Gaulois, di cui divenne, in breve tempo, l'animatore. Pur da autodidatta, il lavoro di figurante e di attore gli permisero di studiare i classici della drammaturgia. Già in quegli anni emersero quei criteri innovatori, che perfezionati con gli anni, diventeranno la base della sua rivoluzionaria attività: ricerca di una recitazione sempre più vera e semplice e selezione di un repertorio moderno e nuovo.
In teatro lavorò con Albert Capellani, che diverrà, per Pathé, «il regista numero uno». Lo stesso Georges Sadoul ha scritto che André Antoine approdò tardi al cinema «perché (...) vi potesse esercitare un'influenza analoga a quella che ebbe nel teatro dove fu l'autentico creatore della "regia" nel senso moderno del termine». Il primo incontro con il cinema André Antoine lo ebbe «nel 1914 e la sua frequentazione della settima arte si svolse sotto l'egida di Pathé». Vi apportò nuove idee, continua Alfonso Canziani, in particolare per quanto riguardava la scenografia. «Antoine proponeva lo scenario autentico, naturale. Le pareti senza spessore, porte e finestre prive di consistenza, apparivano nella rappresentazione filmica simili agli "scenari scipiti e miseri dei teatri filodrammatici di periferia. (...) La sorte volle che le idee e le affermazioni di Antoine non trovassero verifica alcuna nei film che egli diresse. Obblighi di produzione, padron Pathé con la sua politica dei costi minimi, limitarono gravemente le sue scelte, addirittura lo costrinsero a rinunce di base».
Non senza una punta di coraggio, decise di affittare la sala del Cercle Gaulois e il 30 marzo del 1887 fondò il Théâtre Libre, dove mise in scena numerose pièce di impronta naturalista ispirate al lavoro dei Meininger. Nei nove anni di attività, riuscì nell'intento di sovvertire sia la tradizionale concezione del repertorio sia le consuetudini sceniche e di regia. Vale la pena ricordare l'allestimento di compagnie al servizio del testo e non asservite al solito "mattatore", scenografie, recitazioni e trucco sempre più aderenti alla realtà, il pieno rispetto della verità, naturalezza e obbiettività.
In nove anni mise in scena 124 nuove commedie e 114 autori di cui 69 all'esordio, tra i quali ricordiamo: Charles Baudelaire, Georges Courteline, Guy de Maupassant, Marcel Prévost, Émile Zola, August Strindberg. Per il suo lavoro di metteur en scène è considerato l'antesignano della figura del regista teatrale in Francia. Al fallimento del Théâtre Libre fondò, nel 1897, il Théâtre Antoine, dove proseguì il suo lavoro di direttore e regista. Dal 1906 fu direttore del Teatro dell'Odeon di Parigi, dove allestì numerosi testi della drammaturgia classica francese. Successivamente, affrontò anche l'esperienza cinematografica, dirigendo alcuni film muti, che pur non ricevendo consensi immediati, si rivelarono anticipatori sulle tendenze e sulle idee delle pellicole dei decenni futuri. Nell'ultimo periodo di vita, svolse l'attività di critico teatrale e cinematografico su varie riviste e giornali.

## Filmografia
- Les Frères corses (1917)

- Le Coupable (1917)
- Les Travailleurs de la mer, co-regia di Léonard Antoine (1918)
- Israël (1919)
- Mademoiselle de La Seiglière
- Quatre-vingt-treize, co-regia di Albert Capellani e Léonard Antoine (1921)
- La Terre (1921)
- L'Arlésienne (1922)
- L'Hirondelle et la Mésange (1924)